# Apache Spark
Apache Spark é um framework de código fonte aberto para computação distribuída. Foi desenvolvido no AMPLab da Universidade da Califórnia e posteriormente repassado para a Apache Software Foundation que o mantém desde então. Spark provê uma interface para programação de clusters com paralelismo e tolerância a falhas.